# 생존 편향
생존 편향(Survivorship bias)은 선택 과정을 통과한 개체에만 집중하고 통과하지 못한 개체를 간과하는 논리적 오류이다. 이는 불완전한 데이터로 인해 잘못된 결론으로 이어질 수 있다.
생존 편향은 더 이상 존재하지 않는 기업이 재무 성과 분석에서 제외되는 등 여러 번의 실패를 간과하기 때문에 지나치게 낙관적인 믿음으로 이어질 수 있는 선택 편향의 한 형태이다. 이는 또한 상관관계에서 인과관계가 "증명"되는 것처럼 단순히 우연의 일치가 아니라 그룹의 성공이 어떤 특별한 속성을 가지고 있다는 잘못된 믿음으로 이어질 수도 있다.
또 다른 종류의 생존 편향은 사건에 연루된 유일한 사람이 사건에 대해 말할 수 있기 때문에 사건이 특정한 방식으로 발생했다고 생각하는 것이다. 어떤 사람이 죽었다는 사실을 알더라도 대화에 추가할 목소리가 없어 편견이 생길 수 있다.

## 같이 보기
- 인류 원리
- 행운에 속지 마라
- 말름퀴스트 편향
- 메타분석
- 다중 비교
- 이 뒤에 따라서 이 때문에